# 187-й отдельный батальон связи
187-й отдельный батальон связи (187обс) — воинская часть РККА в вооружённых силах СССР во время Великой Отечественной войны.

## История
Сформирован вместе с корпусным управлением 2-го лёгкого стрелкового корпуса 27.02.1944 года
В составе действующей армии с 27.02.1944 по 15.11.1944, с 14.02.1945 по 11.05.1945 и с 25.08.1945 по 03.09.1945 года.
Являлся корпусным батальоном связи 126-го лёгкого горнострелкового корпуса, повторил его боевой путь.

## Подчинение
| Дата       | Фронт (округ)             | Армия                 | Корпус                              | Примечания |
| ---------- | ------------------------- | --------------------- | ----------------------------------- | ---------- |
| 01.04.1944 | Карельский фронт          | 14-я армия            | 126-й лёгкий горнострелковый корпус | -          |
| 01.05.1944 | Карельский фронт          | 14-я армия            | 126-й лёгкий горнострелковый корпус | -          |
| 01.06.1944 | Карельский фронт          | 14-я армия            | 126-й лёгкий горнострелковый корпус | -          |
| 01.07.1944 | Карельский фронт          | 14-я армия            | 126-й лёгкий горнострелковый корпус | -          |
| 01.08.1944 | Карельский фронт          | 14-я армия            | 126-й лёгкий горнострелковый корпус | -          |
| 01.09.1944 | Карельский фронт          | 14-я армия            | 126-й лёгкий горнострелковый корпус | -          |
| 01.10.1944 | Карельский фронт          | 14-я армия            | 126-й лёгкий горнострелковый корпус | -          |
| 01.11.1944 | Карельский фронт          | 14-я армия            | 126-й лёгкий горнострелковый корпус | -          |
| 01.12.1944 | Резерв Ставки ВГК         | 19-я армия            | 126-й лёгкий горнострелковый корпус | -          |
| 01.01.1945 | Резерв Ставки ВГК         | 19-я армия            | 126-й лёгкий горнострелковый корпус | -          |
| 01.02.1945 | Резерв Ставки ВГК         |                       | 126-й лёгкий горнострелковый корпус | -          |
| 01.03.1945 | 4-й Украинский фронт      | 38-я армия            | 126-й лёгкий горнострелковый корпус | -          |
| 01.04.1945 | 4-й Украинский фронт      | 38-я армия            | 126-й лёгкий горнострелковый корпус | -          |
| 01.05.1945 | 4-й Украинский фронт      | 1-я гвардейская армия | 126-й лёгкий горнострелковый корпус | -          |
| 01.06.1945 | нет данных                | нет данных            | 126-й лёгкий горнострелковый корпус | -          |
| 01.07.1945 | нет данных                | нет данных            | 126-й лёгкий горнострелковый корпус | -          |
| 01.08.1945 | нет данных                | нет данных            | 126-й лёгкий горнострелковый корпус | -          |
| 09.08.1945 | нет данных                | нет данных            | 126-й лёгкий горнострелковый корпус | -          |
| 03.09.1945 | 1-й Дальневосточный фронт | -                     | 126-й лёгкий горнострелковый корпус | -          |